# Flammen fra Yukon
Flammen fra Yukon er en amerikansk stumfilm fra 1917 af Charles Miller.

## Medvirkende
- Dorothy Dalton som Ethel Evans.
- Melbourne MacDowell som Hovey.
- Kenneth Harlan som George Fowler.
- Margaret Thompson som Dolly.
- William Fairbanks som George Fowler.